# Marquixanes
Marquixanes település Franciaországban, Pyrénées-Orientales megyében. Lakosainak száma 585 fő (2022. január 1.). Marquixanes Arboussols, Vinça, Espira-de-Conflent, Estoher, Los Masos és Eus községekkel határos.

## Földrajz

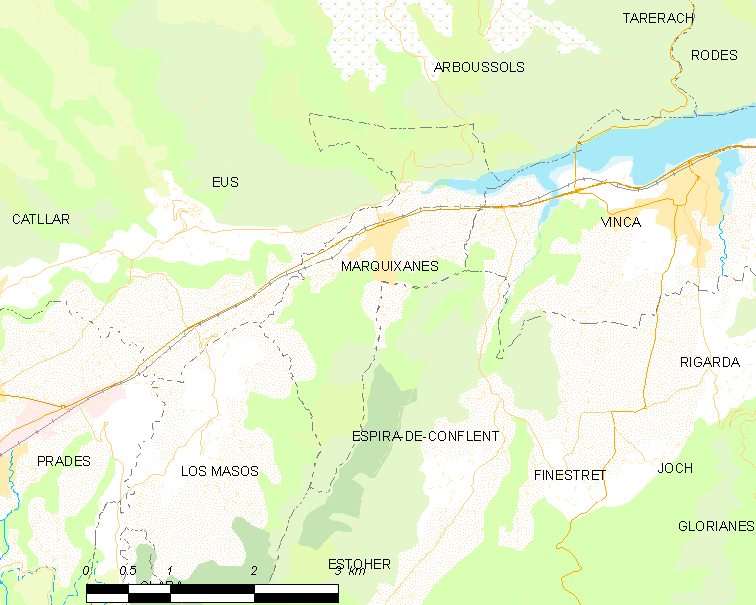
Marquixanes és környéke

## Népesség
A település népességének változása:
| Lakosok száma | 549  | 547  | 548  | 555  | 564  | 574  | 574  | 573  | 585  |
|               | 2013 | 2015 | 2016 | 2017 | 2018 | 2019 | 2020 | 2021 | 2022 |